# Ammophila altigena
Ammophila altigena là một loài côn trùng cánh màng trong họ Sphecidae, thuộc chi Ammophila. Loài này được Gussakovskij miêu tả khoa học đầu tiên năm 1930.